# Пиргадикија
Пиргадикија (грч. Πυργαδίκια) је приморско насељено место у општини Аристотел у периферији Средишња Македонија, Грчка. Према попису из 2021. године било је 249 становника.
Насеље је раније било метох светогорских манастира на коме су радили мештани околних села, којих је 1920. године било 75. Године 1924. је подигнуто ново насеље где су насељене 72 грчке избегличке породице. На попису из 1928. године у Пиргадикији је живело 234 становника.